# Сансенак-Пюи-де-Фурш
Сансена́к-Пюи́-де-Фурш (фр. Sencenac-Puy-de-Fourches) — коммуна во Франции, находится в регионе Аквитания. Департамент — Дордонь. Входит в состав кантона Брантом. Округ коммуны — Перигё.
Код INSEE коммуны — 24530.

## География

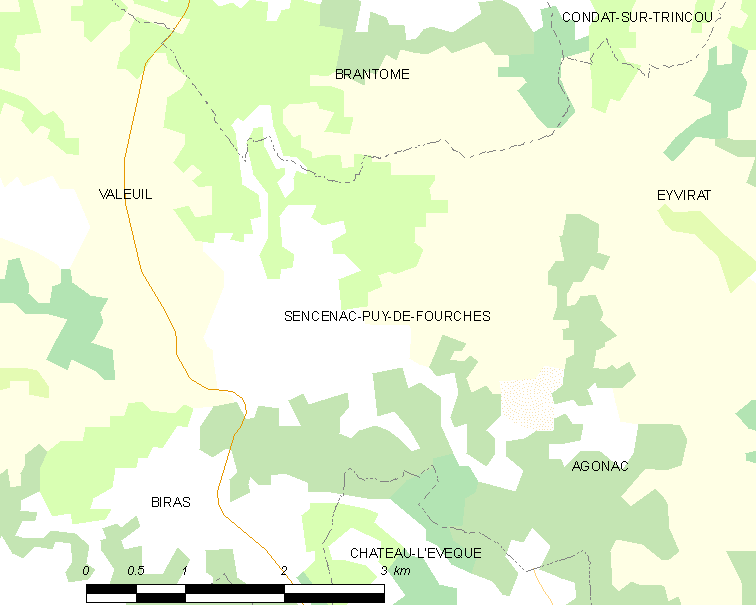
Карта коммуны

Коммуна расположена приблизительно в 420 км к югу от Парижа, в 115 км северо-восточнее Бордо, в 15 км к северу от Перигё.

### Климат
Климат умеренный океанический со средним уровнем осадков, которые выпадают преимущественно зимой. Лето здесь долгое и тёплое, однако также довольно влажное, здесь не бывает регулярных периодов летней засухи. Средняя температура января — 5 °C, июля — 18 °C. Изредка вследствие стечения неблагоприятных погодных условий может наблюдаться непродолжительная засуха или случаются поздние заморозки. Климат меняется очень часто, как в течение сезона, так и год от года.

## Население
Население коммуны на 2010 год составляло 230 человек.
| 1962 | 1968 | 1975 | 1982 | 1990 | 1999 | 2010 |
| ---- | ---- | ---- | ---- | ---- | ---- | ---- |
| 207  | 221  | 191  | 176  | 180  | 193  | 230  |

## Администрация
| Период | Период | Фамилия       | Партия       | Примечания                                 |
| ------ | ------ | ------------- | ------------ | ------------------------------------------ |
| 1944   | 1967   | Эдуар Барди   |              |                                            |
| 1967   | 2000   | Мишель Амблар |              |                                            |
| 2000   | 2020   | Ги Дювернёй   | беспартийный | управляющий делами товарищества, пенсионер |

## Экономика
В 2010 году среди 147 человек трудоспособного возраста (15-64 лет) 116 были экономически активными, 31 — неактивными (показатель активности — 78,9 %, в 1999 году было 71,6 %). Из 116 активных жителей работали 110 человек (58 мужчин и 52 женщины), безработных было 6 (2 мужчин и 4 женщины). Среди 31 неактивных 6 человек были учениками или студентами, 19 — пенсионерами, 6 были неактивными по другим причинам.

## Достопримечательности
- Церковь Св. Симфориана (XII век)[5]
- Церковь Сен-Манде-э-Нотр-Дам (XIX век)[6]
- Усадьба Бори-Фрикар[фр.] (XV век)[7]
- Римская колонна (III век). Исторический памятник с 1948 года[8]

## Фотогалерея

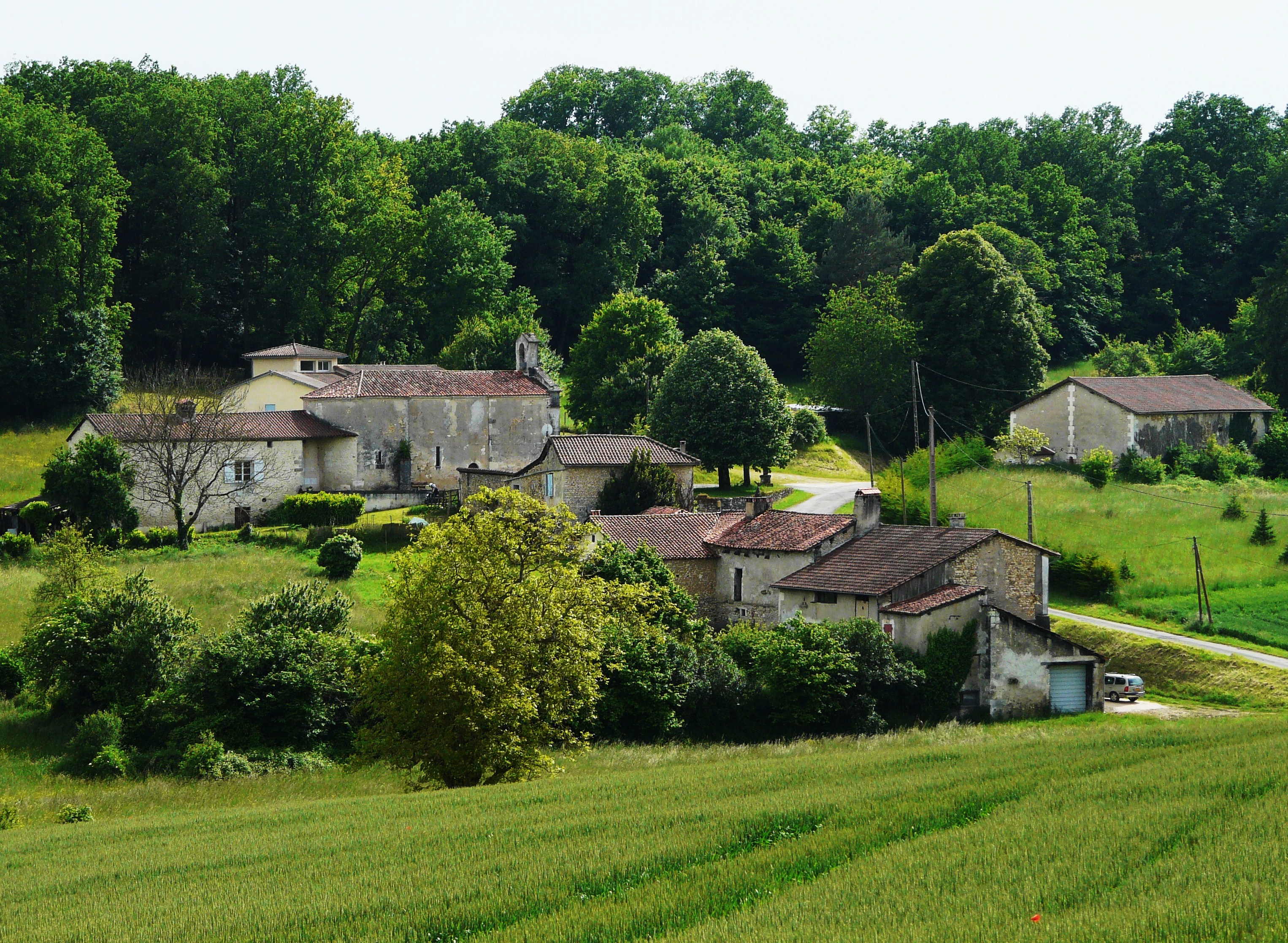
Сансенак
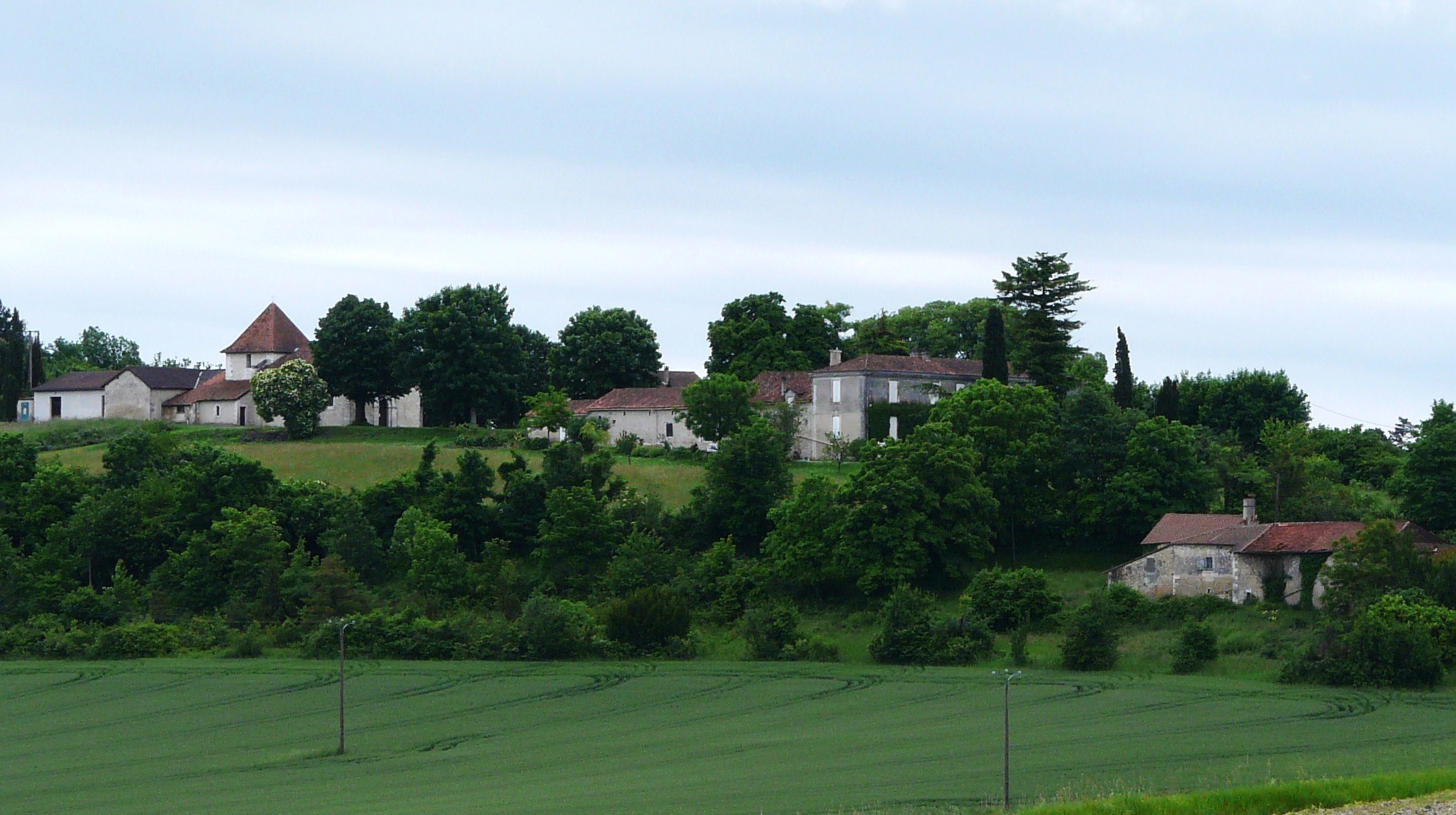
Пюи-де-Фурш
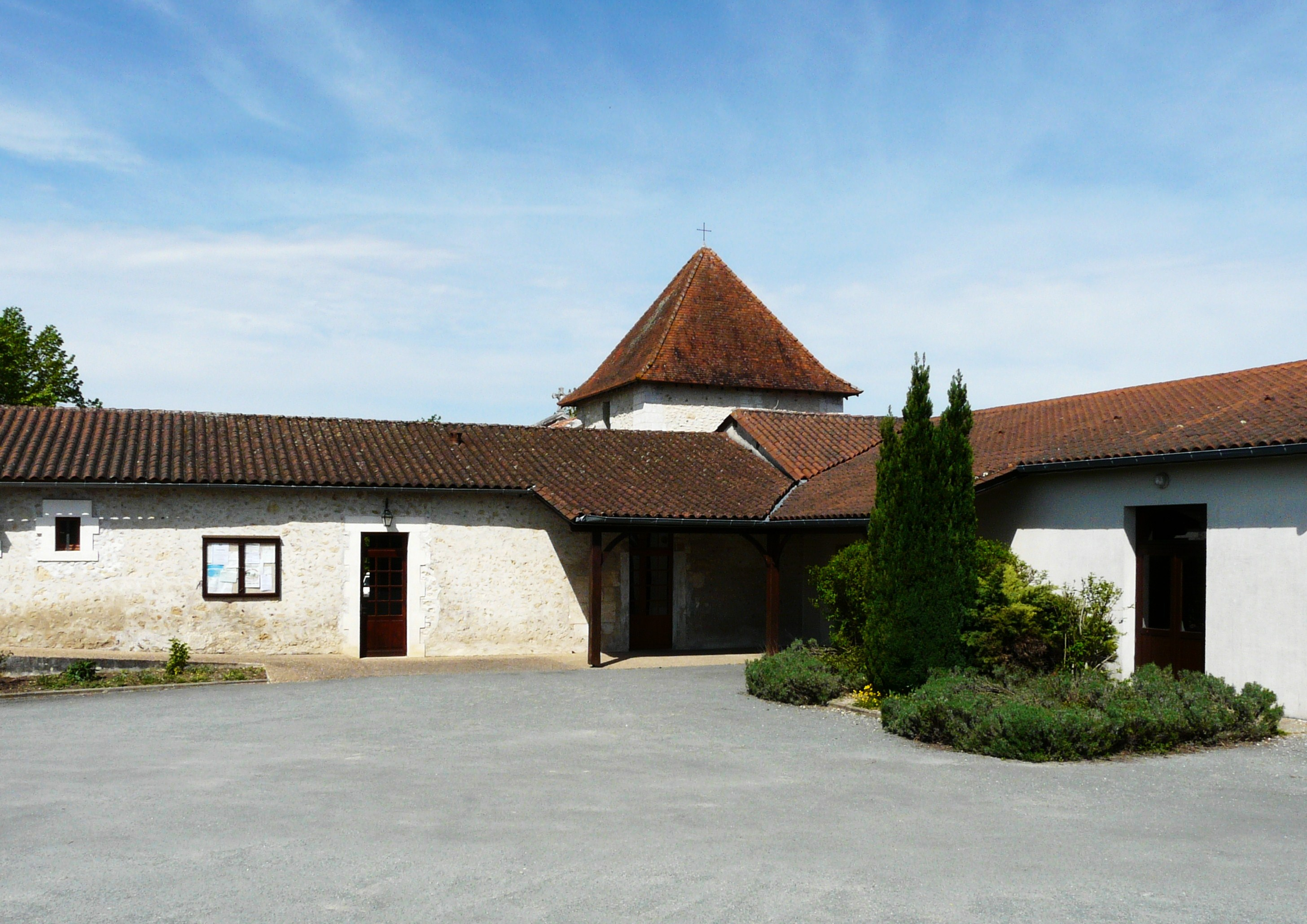
Мэрия
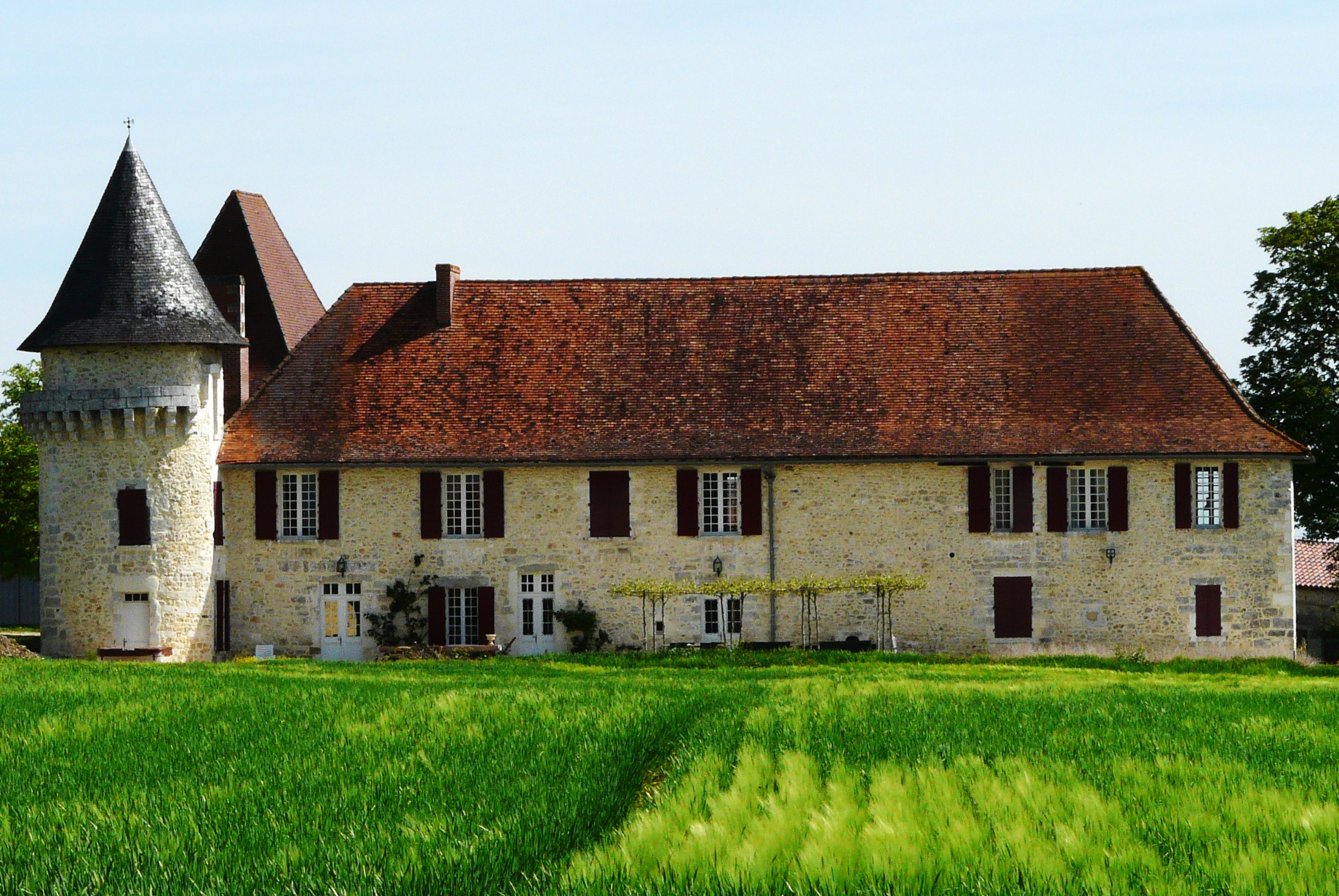
Усадьба Бори-Фрикар
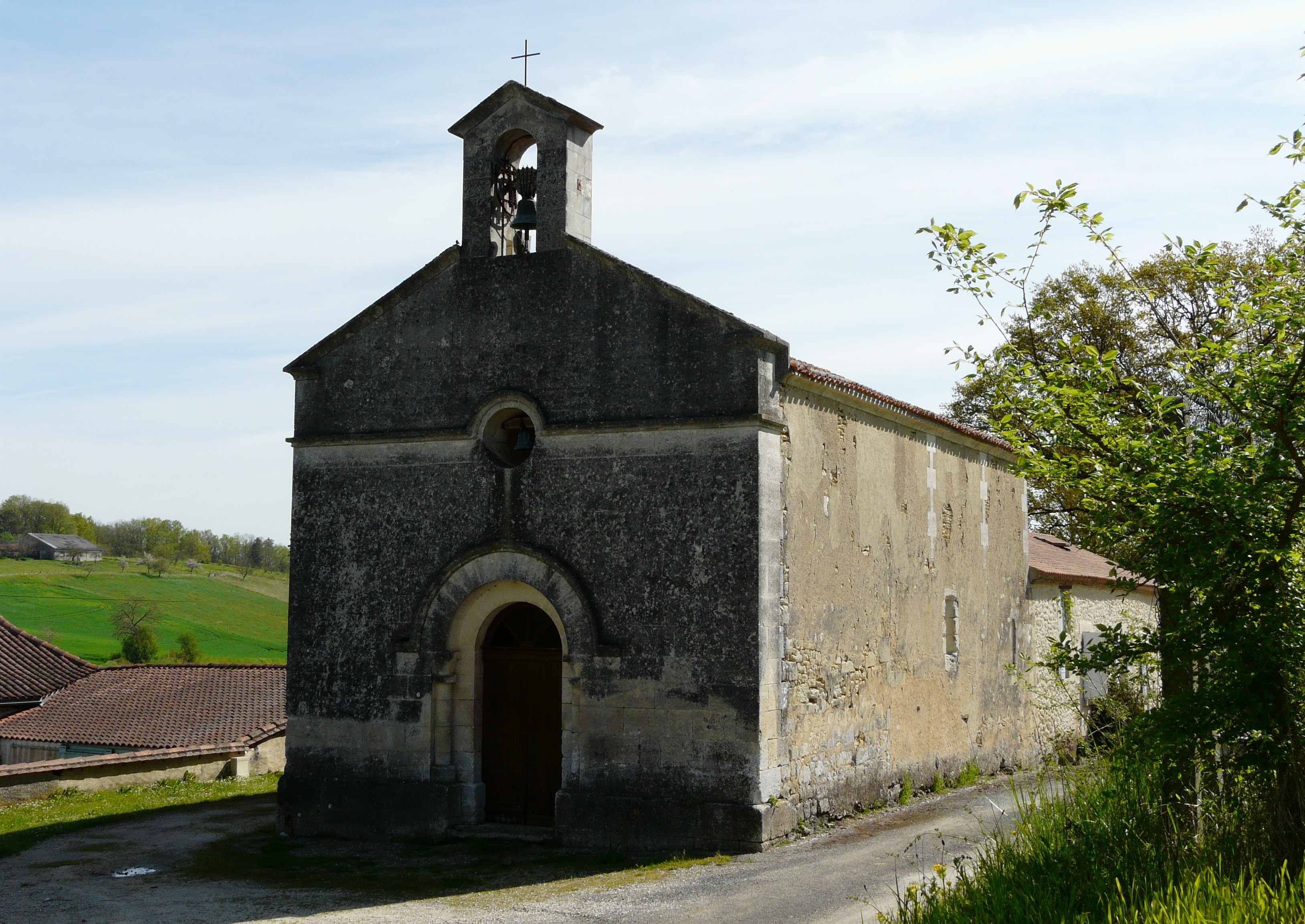
Церковь Св. Симфориана
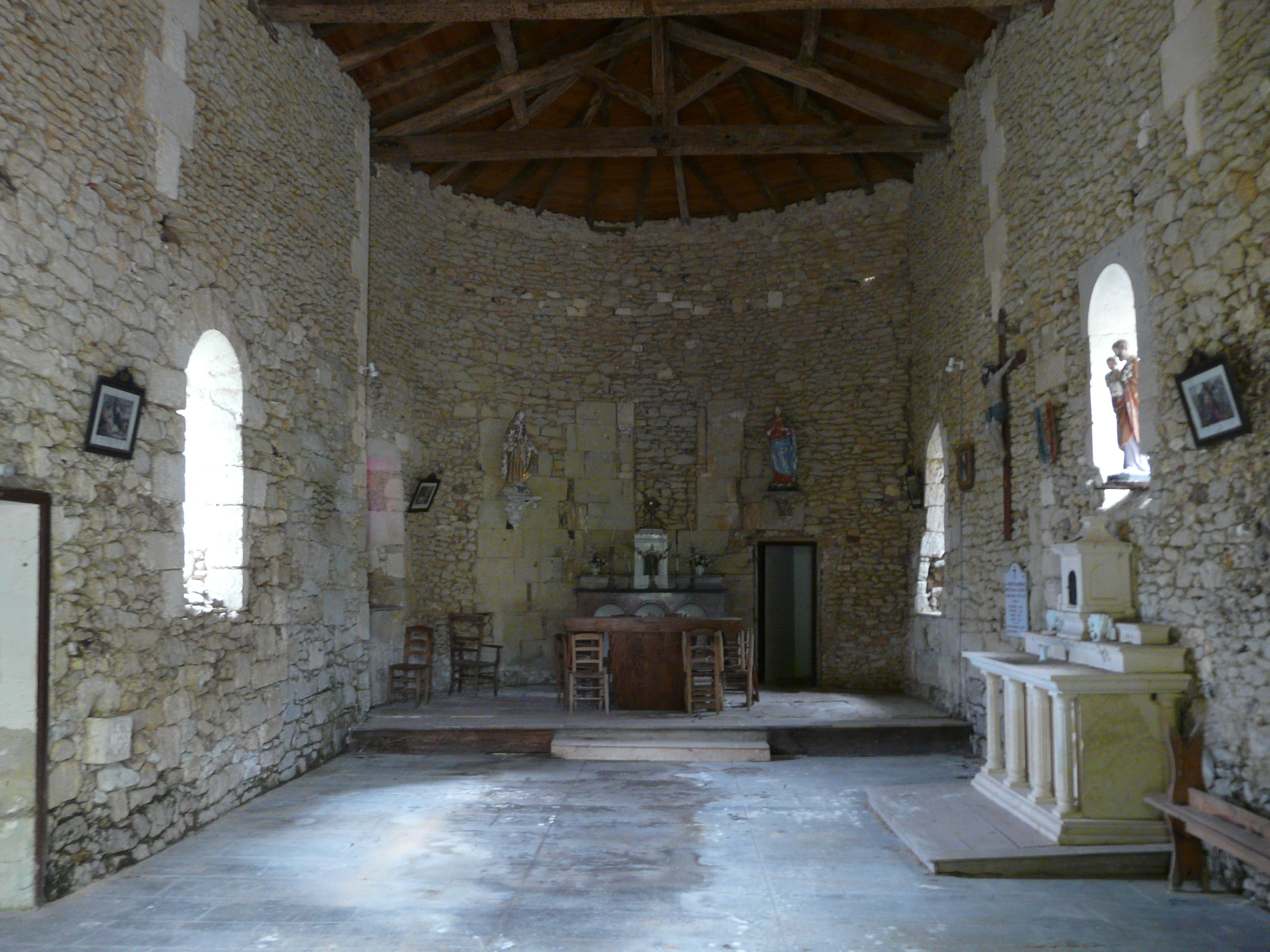
Интерьер церкви Св. Симфориана
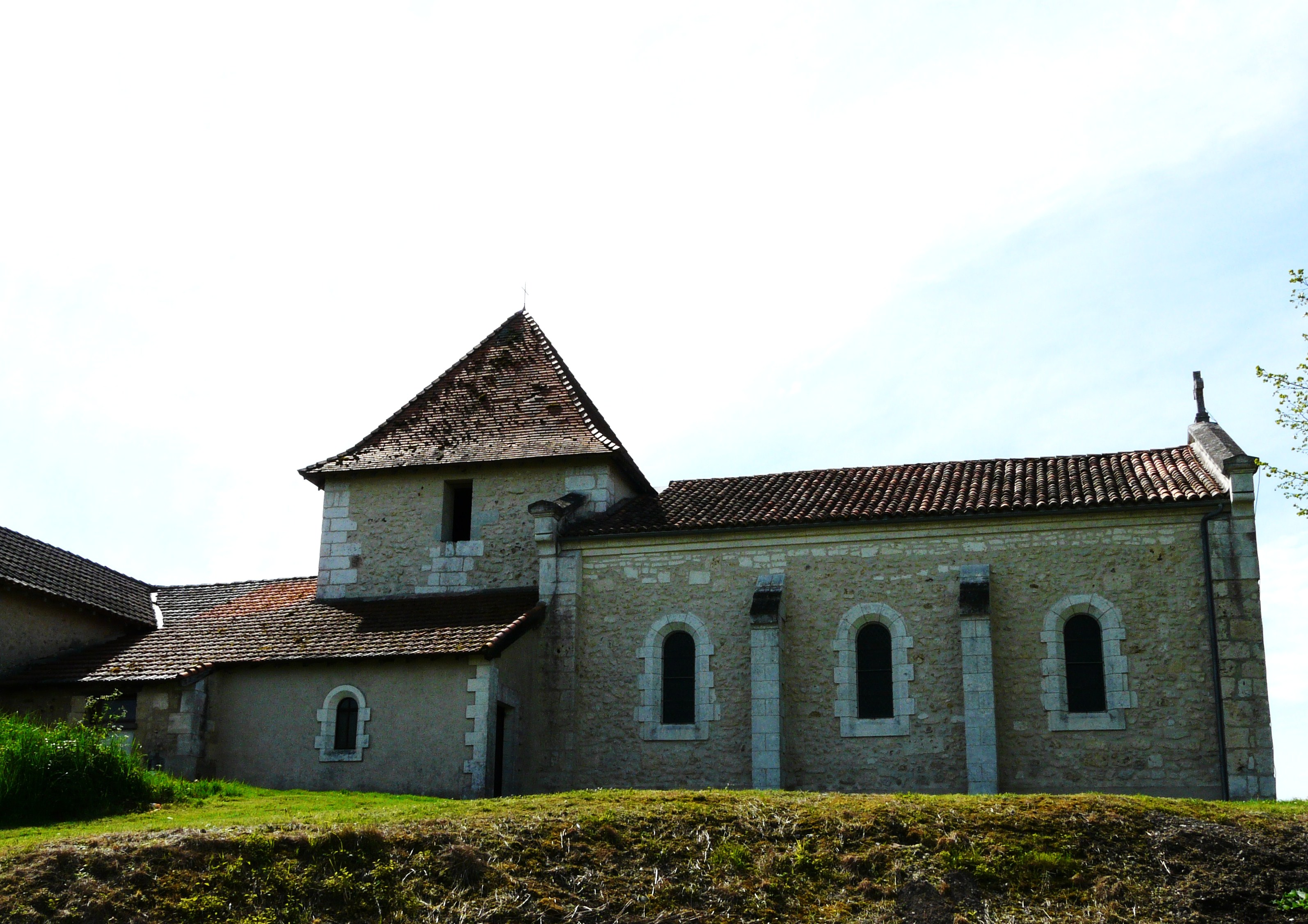
Церковь Сен-Манде-э-Нотр-Дам
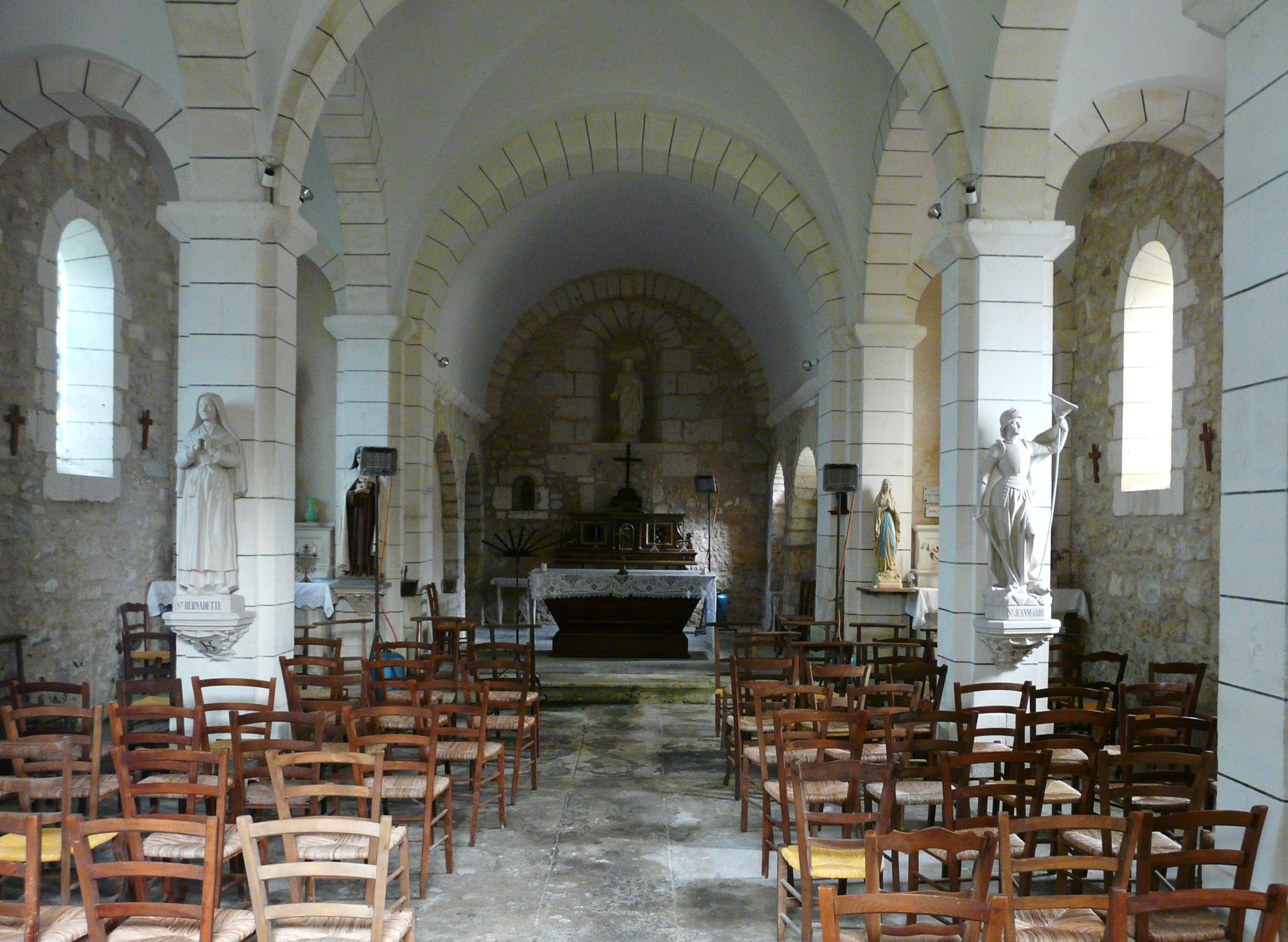
Интерьер церкви Сен-Манде-э-Нотр-Дам
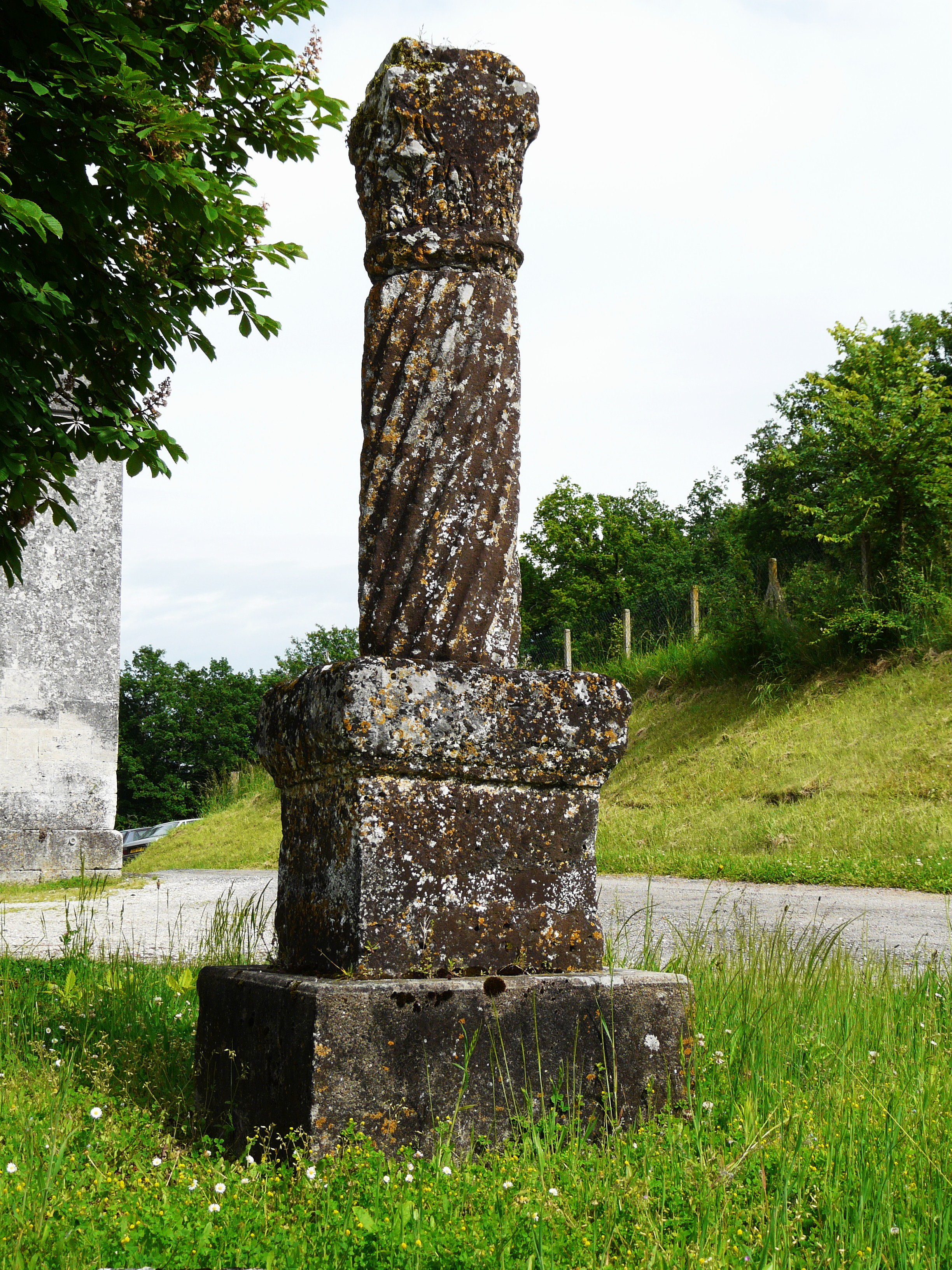
Римская колонна